# Серраділья-дель-Льяно
Серраділья-дель-Льяно (ісп. Serradilla del Llano) — муніципалітет в Іспанії, у складі автономної спільноти Кастилія-і-Леон, у провінції Саламанка. Населення — 183 особи (2010).
Муніципалітет розташований на відстані близько 220 км на захід від Мадрида, 80 км на південний захід від Саламанки.

## Демографія
Динаміка населення (INE ):

## Зовнішні посилання
- Провінційна рада Саламанки: індекс муніципалітетів
- Посилання на Google Maps